# Jawa Maraja
Jawa Maraja is een bestuurslaag in het regentschap Simalungun van de provincie Noord-Sumatra, Indonesië. Jawa Maraja telt 1905 inwoners (volkstelling 2010).